# طبق ثيب

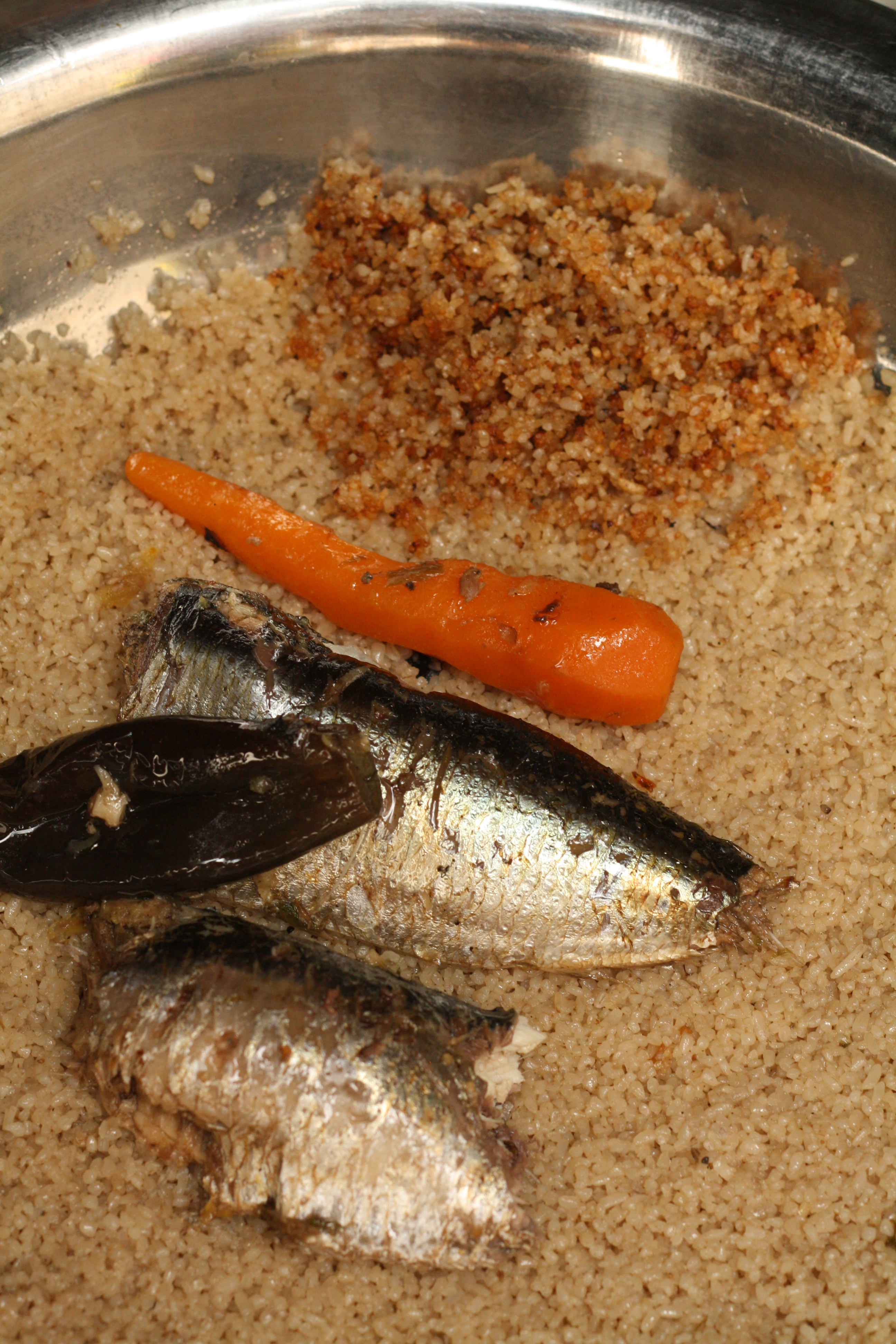

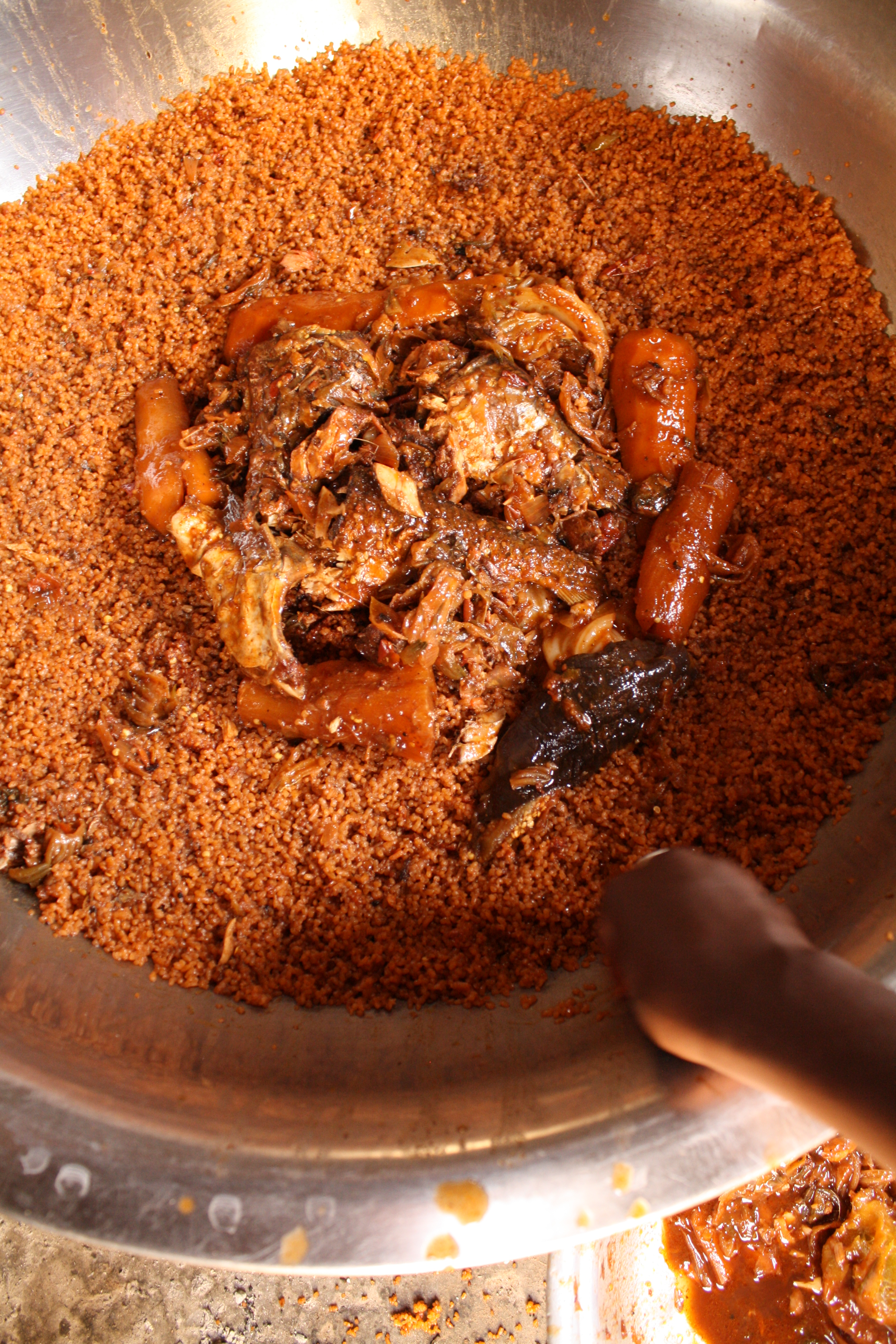

تيب أو ثيب هو طبق تقليدي من سنغامبيا يتم تناوله أيضًا في غينيا بيساو، غينيا، مالي، وموريتانيا. وهو الطبق الوطني في السنغال. النسخة من تيب تُسمى تيبوديان أو تشيبو جين (Wolof: ceebu jën; الفرنسية: thiéboudiène) تحضر بالسمك وأرز مكسر وصلصة الطماطم المطهوة في وعاء واحد. هناك أيضًا تيب يابا (مع اللحم) وتيب جانار (مع الدجاج). وتشمل المكونات الإضافية في كثير من الأحيان البصل والجزر والملفوف والكاسافا والفلفل الحار والليمون وزيت الفول السوداني ومكعبات المرق.

## التاريخ
تُنسب تيب تاريخيًا بشكل شائع إلى مدينة سانت لويس في القرن التاسع عشر. يأتي اسم الطبق من كلمات الولوف التي تعني 'أرز' (ceeb) و'سمك' (jën). في الفولار، يُعرف أيضًا باسم maaro e liddi ('أرز وسمك'). يُقدم على صواني كبيرة مع الأرز في الأسفل والسمك، عادة الهامور الأبيض (Epinephelus aeneus)، والخضروات، كثير منها بحالتها الطبيعية، توضع في الوسط.

## التقديم
تقليديًا، يُأكل في طبق جماعي كبير باليد. كما أنه رمز للضيافة السنغالية: تجتمع العائلة والأصدقاء والضيوف حول طبق واحد (يُسمى 'بولوس') يأكل منه الجميع باستخدام ملعقة (كودو بولار) أو قطعة خبز.

## الأطباق ذات صلة
يُعتقد أن طبق غرب إفريقيا الشهير المعروف باسم "الجولوف" قد نشأ من الثيبوديين، ولكنه يُصنع عادةً باللحم بدلًا من السمك، ويتم خلط الأرز مع المكونات الأخرى.
طبق Gullah الأرز الأحمر يشبه الثيبوديين، مما يشير إلى الكريولة في عادات تناول الطعام من غرب إفريقيا في العالم الجديد من قبل الأفارقة المستعبدين وأحفادهم. مثل الثيبوديين، هناك اختلافات إقليمية في الأرز الأحمر في ممر التراث الثقافي لجولا/جيشي، بما في ذلك أرز السافانا الأحمر وأرز تشارلستون الأحمر.

## الوصف
يتكون من السمك الطازج أو المجفف، والأرز المكسور (أرز الولوف)، مطبوخ مع الخضار (مثل الكسافا، اليقطين، الكرنب، الجزر، اللفت، الباذنجان)، البقدونس، معجون الطماطم، الفلفل، الثوم، والبصل. أُعِدَّ أصلاً باستخدام السمك، ولكن ليس من غير المعتاد رؤيته يُقدم مع لحم البقر أو الدجاج.

## الاختلافات

### حسب الدولة
من أصله في سنغامبيا، تشمل الوصفة التقليدية السمك والأرز والطماطم والبصل. ومع ذلك، يُستهلك التيب بشكل شائع في عدة دول في غرب أفريقيا. تتغير الوصفة والمكونات حسب البلد، حتى يمكن أن تختلف طريقة الطهي. في مالي، يُعرف التيب باسم تيب، وهو طبق يتألف من الدجاج والأرز والخضروات مثل قاعدة الطماطم والبصل. يشبه التيب أيضًا أرز الجولوف الذي يُسمى أيضًا بيناتشين والذي يعني 'وعاء واحد' باللغة الولوف. إنه طبق شائع خاصة في نيجيريا وغانا. يُعرف هذا الطبق في الكاميرون وساحل العاج باسم ريز جرا. تشابه المكونات مع تلك في الوصفة الأصلية بإضافة الطماطم والأرز والبصل.

### حسب العرق
المجموعات العرقية المميزة في السنغال لديها تفاوتاتها الخاصة في المأكولات وعادات تناول الطعام، سواء كان ذلك بتأثير من قربها من المحيط أو تقاليد الرحيل وتربية الماشية. على سبيل المثال، يضيف الأشخاص من جنوب السنغال عادةً بعض الكوثيا، [بحاجة لتعريف]، في حين يستخدم الأشخاص من داكار وسانت لويس بعضًا من السول (بالولوف).

## تصورات أخرى
تشمل ترجمات أخرى للاسم: سيبو جين, سي بو جين, سيب يو جين, ثيبوديين, تيبو ديان, تيبو ديان, تيبو دين, تيبو ديون, تيه بو ديون, تيه بي أو ديان, تيب أو جين, تيبو دجين أو ريز أو بواسون.

## قراءة إضافية
- دليل سفر السنغال، دليل السفر العالمي
- حالة الزراعة في السنغال، تقرير الخدمة الزراعية الأجنبية لوزارة الزراعة الأمريكية، مبالو نداي، 2007
- الطعام والحياة اليومية، أفريقيا الخاصة بنا
- دافي، ميغان، "سيب آك جين: فك تشكيل الطبق الوطني في السنغال بحثًا عن القيم الثقافية" (2009). مجموعة مشروع الدراسة المستقلة (ISP). ورقة 669.